# Villa Dessauer

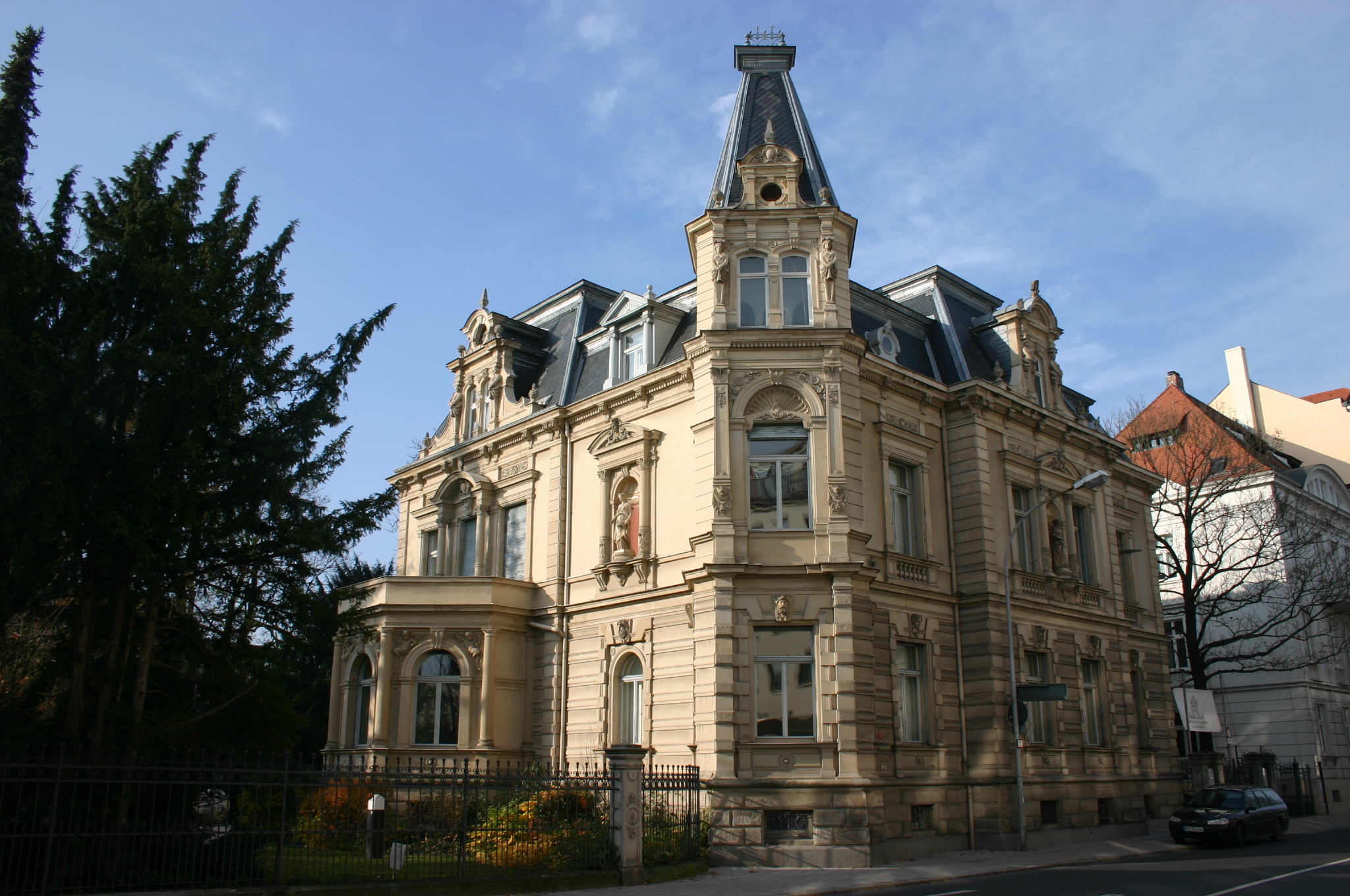
Ansicht der Villa Dessauer

Die Villa Dessauer wurde 1884 in Bamberg im damaligen Stil der Neorenaissance vom jüdischen Hopfenhändler Carl Dessauer errichtet. Heute ist das Gebäude eine Galerie für moderne Kunst mit ganzjährig wechselnden Ausstellungen.

## Gebäudegeschichte
Die Villa Dessauer wurde vom jüdischen Hopfenhändler Carl Dessauer im Jahr 1884 nach Plänen von Friedrich Geb im Stil der Neorenaissance errichtet. Es diente der repräsentativen Darstellung seiner gesellschaftlichen Stellung.
Das Gebäude stellte lange Zeit einen gesellschaftlichen Mittelpunkt der „besseren“ Bamberger Gesellschaft dar. Während der Zeit des Nationalsozialismus wurde der damalige jüdische Besitzer Max Pretzfelder von den Nationalsozialisten verschleppt und ermordet und die Villa beschlagnahmt. Nach dem Krieg wurde die Villa, welche mittlerweile wieder an den Sohn des Max Pretzfelder übertragen wurde, von diesem an die Stadt Bamberg verkauft.

## Stadtgalerie Bamberg

### Geschichte

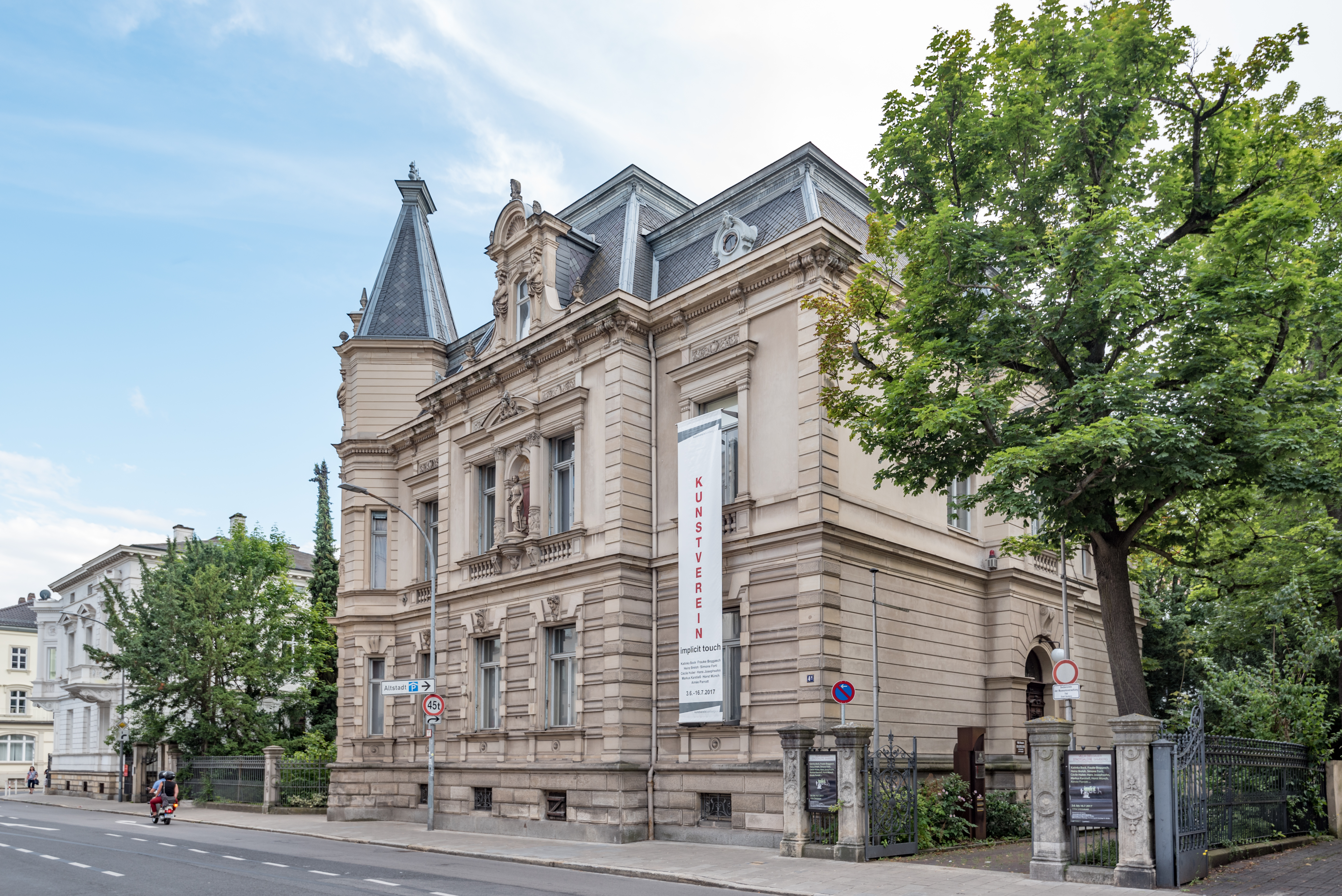
Die Stadtgalerie Bamberg – Villa Dessauer

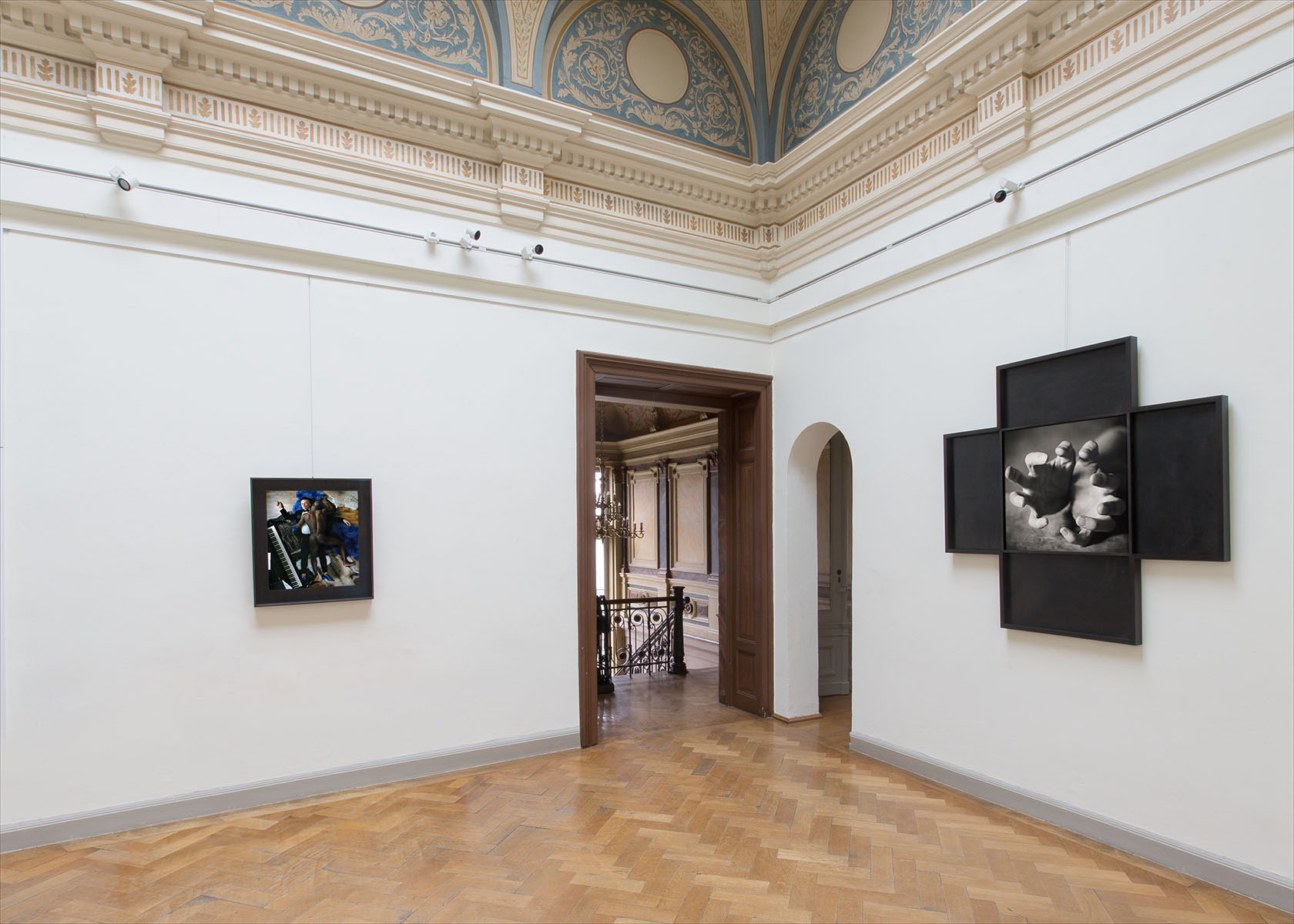
Ausstellungsansicht No Show des deutschen Fotografen Oliver Mark in der Villa Dessauer, 2019

Im Jahr 1987 wurde eine Galerie eingerichtet, welche für Sonderausstellungen der Museen der Stadt Bamberg und vom Kunstverein Bamberg genutzt wird.
Seit 1987 finden in der Villa Dessauer regelmäßig Wechselausstellungen, Vorträge und musikalische Veranstaltungen statt, die hauptsächlich von den Museen der Stadt Bamberg organisiert werden. Auch der Kunstverein Bamberg e.V. und der Berufsverband Bildender Künstlerinnen und Künstler Oberfranken (BBK) stellen hier aus. In den herrschaftlichen Räumen finden Wechselausstellungen sowohl regionaler als auch internationaler Künstler und Fotografen des 20. und 21. Jahrhunderts statt.
Die von den Museen der Stadt Bamberg neu geschaffene Reihe rapid art bietet Künstlern Gelegenheit, relativ spontan und kurzzeitig in Zwischenphasen größerer Ausstellungen die Räumlichkeiten zu nutzen.

### Ausstellungen
In Einzel- und Gruppenausstellungen präsentierte die Galerie Fotografien und Arbeiten von namhaften Künstlern wie Robert S. Gessner, Markus Karstieß, Oliver Mark, Walter Schels, Manfred Schmidt, F. K. Waechter, bis hin zu Werken von prägenden Künstlern des 20. Jahrhunderts, wie Andy Warhol, Joseph Beuys oder Pablo Picasso.
Gruppenausstellungen:
- 2015: „sagen und zeigen“ mit Anna und Bernhard Blume, Hanne Darboven, Gilbert & George, Michael Hakimi, Albert Hien, Jenny Holzer, Eugen Gomringer, Notburga Karl, Joseph Kosuth, Dieter Rot, Cy Twombly, Timm Ulrichs, Herman de Vries, Jorinde Voigt und Laurence Weiner
  - 2021: „Papier“ mit  Lore Bert, Lucio Fontana, Via Lewandowsky, Raimund Girke, Ulrike Möschel, Günther Uecker, Andreas von Weizsäcker